# チェルシー・ブルー
チェルシー・ブルー（Chelsea Blue、1976年11月16日 – ）は、アメリカ合衆国の元ポルノ女優。

## 来歴
出生名サラ・マートル・ホステトラー (Sarah Myrtle Hostetler) としてニューヨーク州イサカで生まれる。IAFDによると1995年から2005年までのポルノ女優としての活動期間中に122本の映画に出演したが、これらの映画の多くで性行為には関与せず、ごく初期に数回の激しいパフォーマンスを演じた後の1998年以降は専らレズビアン女優となった。デビュー作はロドニー・ムーア監督・主演の『Sodomizer 2』（1995年）で、アナルセックスシーンを演じた。その後は『Fashionistas』や2003年のトップセールスを記録した『Snoop Dogg's Hustlaz: Diary of a Pimp』などの非常に成功した作品に出演した。これらの映画の演技により、AVNアワードに2回ノミネートされたが受賞はしなかった。
ハードコアポルノ映画への出演に加え、数本のソフトコア映画にも出演している。2002年に『Castle Eros』でガブリエラ役で、2003年には『Behind Bedroom Doors』でアビー役で主演した。また、同僚のテイラー・セント・クレアとミストレスとしてウェブサイトとダンジョンを運営していた。

## ノミネート

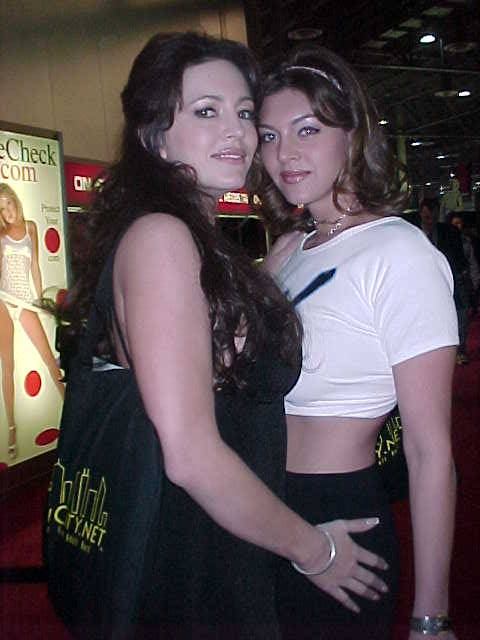
テイラー・セント・クレアとブルー（2000年ラスベガス・インターネット・ショー）

- 2003年: AVNアワード Best Tease Performance『Fashionistas』(テイラー・セント・クレア、ジアと)[8]
- 2004年: AVNアワード Best Non-Sex Performance – Film or Video『Snoop Dogg's Hustlaz: Diary of a Pimp』[9]

## 出演作の一部
- 1995: Sodomizer 2
- 1997: Chelsea Blue
- 2001: Struggles of Chelsea Blue
- 2002: Fashionistas
- 2002: Snoop Dogg's Hustlaz: Diary of a Pimp
- 2002: Castle Eros
- 2002: Sinful Desires
- 2003: Behind Bedroom Doors